# Claudinei Alexandre Pires
Claudinei Alexandre Pires, mais conhecido como Dinei (São Paulo, 10 de setembro de 1970), é um ex-futebolista brasileiro que atuava como atacante.
Fez história no Sport Club Corinthians Paulista, seu clube de seu coração. Querido pela torcida, é ao lado de Danilo Gabriel de Andrade o jogador na história do time paulista a conquistar três Campeonatos Brasileiros (1990, 1998 e 1999).

## Carreira

### Futebol
Filho do atacante Nei, ex-jogador do Corinthians na década de 1960, Claudinei Alexandre Pires chegou ao Parque São Jorge no ano de 1986, levado por Servílio de Jesus Filho.
No dia 28 de outubro de 1990, estreou pelo Corinthians pelo primeiro turno do Campeonato Brasileiro, substituindo o centroavante Ângelo em partida contra o Vasco no estádio do Morumbi. Poucos meses depois, o Corinthians venceu o São Paulo duas vezes na final da competição, conquistando seu primeiro título nacional.
Em 1992, foi negociado com o Guarani, onde teve pouco destaque e não conseguiu atuar em sua primeira passagem pelo clube. Saiu no ano seguinte, passando a atuar então pela Portuguesa, onde inclusive marcou um gol sobre o Bugre em 1993.
Pelo Cruzeiro, em 1995, fez o único gol da volta da final da Copa de Ouro Nicolás Leoz, contra o São Paulo, deixando o agregado em 1 a 1. O time mineiro venceu nas penalidades por 4 a 1. A partida também valeu pelas quartas da Supercopa Sul-Americana.
Retornou ao Guarani em 1996, quando atuou por alguns meses por empréstimo durante a disputa do Paulistão, estreando em 7 de abril daquele ano, num empate sem gols contra o Mogi Mirim. No total, foram 13 partidas e dois gols.
Ainda em 1996, durante sua passagem pelo Coritiba, Dinei foi pego no exame anti-doping. O resultado acusou uso de cocaína, droga que o jogador admitiu ser usuário. Como punição, o atacante foi suspenso por 240 dias.
Em 97, depois de um curto período atuando na Internacional de Limeira, volta ao Guarani, onde acabou sendo o grande destaque da equipe durante o Brasileirão daquele ano, marcando 10 gols na competição. No Paulistão do ano seguinte, esteve presente em 17 jogos e marcou oito gols, antes de retornar ao Corinthians. No total, atuando pelo Bugre fez 54 partidas e 20 gols, ao longo das quatro passagens.
Em 1998, Dinei foi decisivo nas três partidas da final do Brasileirão, contra o Cruzeiro, tendo efetivamente participado dos cinco gols alvinegros: marcou uma vez e fez a assistência dos outros quatro. Em todas entrou como reserva.
Foi homenageado e eternizado pela torcida corintiana com os gritos de "El El El o Dinei é da Fiel", da torcida Gaviões da Fiel, da qual o jogador é integrante.
Em 194 jogos pelo Corinthians, Dinei marcou 34 gols.
Em 2003, atuou pela Portuguesa Santista, onde junto de Souza e Rico, comandados pelo técnico Pepe, fez a melhor campanha da história do clube na elite paulista. Foi o clube em que se aposentou.
Em 2015, foi auxiliar-técnico do Taboão da Serra.

### Fora dos campos

#### Revista
Em 1999, fez ensaio nu para a revista G Magazine, onde ganhou um cachê de R$ 90 mil.

#### TV
Participou da quarta edição do reality show A Fazenda, da Rede Record, onde se envolveu com Valesca Popozuda, sendo o 8º eliminado em 22 de setembro de 2011. Aproximadamente seis anos depois de sua eliminação, passa a integrar o elenco do reality show A Fazenda: Nova Chance, da RecordTV, deixando a competição após 31 dias de confinamento, sendo o 4º eliminado.
Em julho de 2021, foi um dos treze participantes da primeira temporada do Ilha Record, sendo o 11º exilado da edição.
No dia 27 de abril de 2022 foi anunciado, ao lado de sua esposa Erika Pitorri, como um dos treze casais participantes da sexta temporada do Power Couple Brasil na RecordTV, sendo o 2º casal eliminado da edição.

#### Política
É filiado ao Avante, seu quinto partido político, após passar por PTB, PDT, Solidariedade e Republicanos.
Desde 2004 se candidatou sete vezes, para os cargos de vereador, deputado estadual e federal, mas nunca conseguiu se eleger.

## Títulos
Corinthians
- Campeonato Brasileiro: 1990, 1998 e 1999
- Supercopa do Brasil: 1991
- Campeonato Paulista: 1999
- Mundial de Clubes FIFA: 2000

Internacional
- Campeonato Gaúcho: 1994

Cruzeiro
- Campeonato Mineiro: 1996
- Copa Ouro: 1995